# Luis Gallardo Pérez
Luis Gallardo Pérez (Burgos, 21 de enero de 1870-Burgos, 17 de diciembre de 1937) fue un artista español.

## Biografía
Comenzó su formación artística en la Academia Provincial de Dibujo de Burgos desde muy joven, si bien profesionalmente obtuvo la carrera de Derecho y ejerció como abogado y procurador de los tribunales, llegando a ser durante varios meses alcalde de Burgos entre 1923 y 1924 al ser nombrado por la dictadura de Miguel Primo de Rivera para sustituir al alcalde cesado.
Paralelamente, Gallardo llevó una discreta vida artística, pintando a lo largo de toda su vida. En 1927, durante una exposición promovida en Madrid por la Sociedad Amigos del Arte, obtuvo un cierto éxito de público y de crítica que le llevó a instalarse durante varios años en Madrid. Fue amigo de otros pintores de la escena burgalesa como Marceliano Santa María y española como Eduardo Chicharro y Agüera.
Falleció el 17 de diciembre de 1937 en Burgos, acompañado de sus hermanas Felisa y Esperanza y sus sobrinos Manuel y Próspero García-Gallardo, quien fue a su vez igualmente pintor.

## Obra[4]
En sus primeros tiempos deudor de Marceliano Santa María, más adelante Gallardo «dibujará» menos los temas adentrándose hacia un «impresionismo colorista»: un impresionismo de pincelada amplia y efectista. Se dedicó casi en exclusiva a los paisajes, tomando como inspiración diversos lugares de la provincia de Burgos. Buena parte de su obra la conservan sus herederos, si bien también poseen cuadros en diferentes instituciones de Burgos.

### Formación y desarrollo artístico
Durante sus estudios en la Academia de Dibujo de Burgos recibe diversos premios en la categoría de paisaje, también en acuarela, dibujo, figura,.... Durante su formación coincide en  Marceliano Santa María. Finaliza sus estudios de dibujo en 1891. Sigue estudio en la Licenciatura de Derecho en Valladolid donde logra finalizar su carrera en 1894. A continuación reside en Madrid y asiste a la Escuela Especial de Pintura, Escultura  y Grabado, coincidiendo con Mariano Benlliure. Después se desplaza a Italia, permaneciendo unos meses en Roma (tenemos noticias de algunas tablillas sobre temas urbanos en una de ellas escribió, según cita Antonio L. Bouza en "Ocho artistas burgaleses (1848-2002.).: ."...como pintaba desde mi hotel.... en Roma, año 1900". En 1906 muere su padre y se instala en Burgos ejerciendo como abogado y procurador y como subdirector de la compañía de seguros «La Unión y el Fénix» en Burgos y provincia. Esto le permitió  conocer bien la provincia y plasmar sus paisajes en su pintura.
También fundó un taller para fabricar tapices y alfombras «La Cartuja» cuyos  productos destacaban por su gran calidad como lo atestigua los premios obtenidos así como su uso ornamental en organismos, hoteles de renombre,... La calidad se obtenía tanto por la materia prima usada  (lana de primera calidad) como por los motivos dibujados (tanto de Luis Gallardo, como Justo del Río, Marceliano Santa María,...). Muestra especial interés por el paisaje burgalés en sus obras. José Francés manifiesta de los cuadros de Luis: “Cada cuadro de Luis está compuesto par se el cuadro de paisaje y no paisaje encuadrado”.
El periodo que dedicó con mayor exclusividad a la pintura fueron los años 1930 y el cuadro “Molino de Sarracín” de 1936 de los más acabados. En 1937 realiza los últimos cuadros con motivos de Covarrubias: una calle y el torreón de Doña Urraca. Buena parte de su obra la conservan sus herederos, si bien también poseen cuadros diferentes instituciones de Burgos.

### Evolución artística
En su evolución artística destaca una primera fase influida por Marceliano Santa María en la que pintan juntos.
Progresivamente va evolucionando, dibujará menos y derivará hacia lo que Próspero García-Gallardo  denominó “impresionismo colorista”, de pincelada amplia y efectista. En los últimos años convive con Eduardo Chicharro y Agüera  recogido en su casa en el inicio de la Guerra Española, 1936. Recibe cierta influencia hacia un cierto realismo y sobre todo en el tratamiento de la luminosidad y el colorido que le aparta un tanto de su característica luz sombría y estilo de contrastes en la distribución de la luz. Si bien el tema de mayor interés era el paisaje también realizó marinas (Barcos, Puerto con barcos, Paisaje de costa con rocas y olas, 1888), algunos bodegones (Bodegón con pepinos y Bodegón con plátanos, 1936-37) y algún retrato (El señor Lucas, en sus inicios, y Señorita con mantón rojo).

## Exposiciones y méritos

### En vida
- 1906- Exposición Nacional de Bellas Artes presenta las obras: “La abuelita”, “La noria” y “La cabeza del viejo”,  en la que obtiene una mención honorífica.
- 1908- Exposición Nacional “Primer Centenario de los Sitios de Zaragoza": medalla de plata.
- 1927- Exposición en la Biblioteca Nacional, promovida por la Sociedad Amigos del Arte: Treinta y tantos óleos sobre lienzo, que recibió los parabienes de la prensa y también de la Infanta de España Dª Isabel de Borbón, a quien regaló el cuadro “Molino del Capiscol”. En  la portada del catálogo  de los cuadros de Luis Gallardo en esta exposición se recoge que:  “son ante todo, impresiones del paisaje burgalés”.	José Francés manifiesta de los cuadros de Luis: “Cada cuadro de Gallardo está compuesto para ser el  cuadro de paisaje y no paisaje encuadrado”.

	De esta exposición, José, destaca las obras: “Al pie de la Demanda”, "Puente de Tardajos”, "Molino de Lagos”, "Monte de Gamonal”, “Tarde gris” y “Valle de Urola”, de manera especial.
- 1929 Se presenta al IX Salón de Otoño con tres cuadros: “Proximidades de la Sierra”, “Granja de Guímara” y “Molino de Ubierna”.
- 1932 Expone en la Nacional la obra: “Invierno en Castilla”
- 1934 Expone en la Nacional la obra “Caserío de Quintanilleja”.

### Tras su muerte
Numerosas  fueron las exposiciones y publicaciones  en las que figuraban cuadros suyos:
- 1943- Exposición Milenario de Castilla con las obras "Santo Domingo de Silos" y "Torreón de Doña Urraca”
- 1950-Exposición-Homenaje Ayuntamiento de Burgos: 33 obras la mayoría de su periodo de madurez y también  “Señor Lucas”...-
- 1951-Exposición de la Ciudad de Burgos en Madrid con motivo de la concesión de la Medalla de Oro de las Bellas Artes se presentan 2 paisajes .
- 1966-Exposición patrocinada por el Ayuntamiento de Burgos en la Torre de Santa María en homenaje a Marceliano Santa María en la que se exhibieron  3 cuadros de Gallardo: “Paisaje de invierno. Alto de Cardeñajimeno", “Valle de Valdivielso” y “Cardeñadijo”.
- 1980-Artistas burgaleses antiguos profesores y alumnos de la Academia Provincial de Dibujo, incluye la obra "Arroyo de Villafuertes".
- 1985-La Caja de Ahorros del Círculo Católico de Obreros de Burgos  reprodujo en el calendario de este año cuatro óleos de Gallardo: "Carretería en Arlanzón", “Lejanías en Quintanilla Vivar”, “Valle de Valdivielso” y “Castillo de Sasamón". También en su programa de Ferias y Fiestas reprodujeron  22 obras maestras, entre ellas: “Valle de Arola”, “Caserío próximo a Belorado”, “Castillo de Olmillos junto a Sasamón”, “Lejanías de Quintanilla Vivar”, “Lavanderas burgalesas”, “Carretería en Arlanzón”, "Río Cadagua. Valle de Mena”, “Lerma” y “Molino de Sarracín”.
- 1988-La Diputación Provincial de Burgos organizó una exposición retrospectiva de Luis Gallardo en las salas de la Academia de Dibujo
- 1994-Muestra “Maestros y alumnos pintores de la Academia de Dibujo del Consulado” en la que se colgaron tres obras : “Quintanilla de Vivar”, “Molino de Saldaña” y “La noria”.